# مسجد ابن عثمان (الخليل)

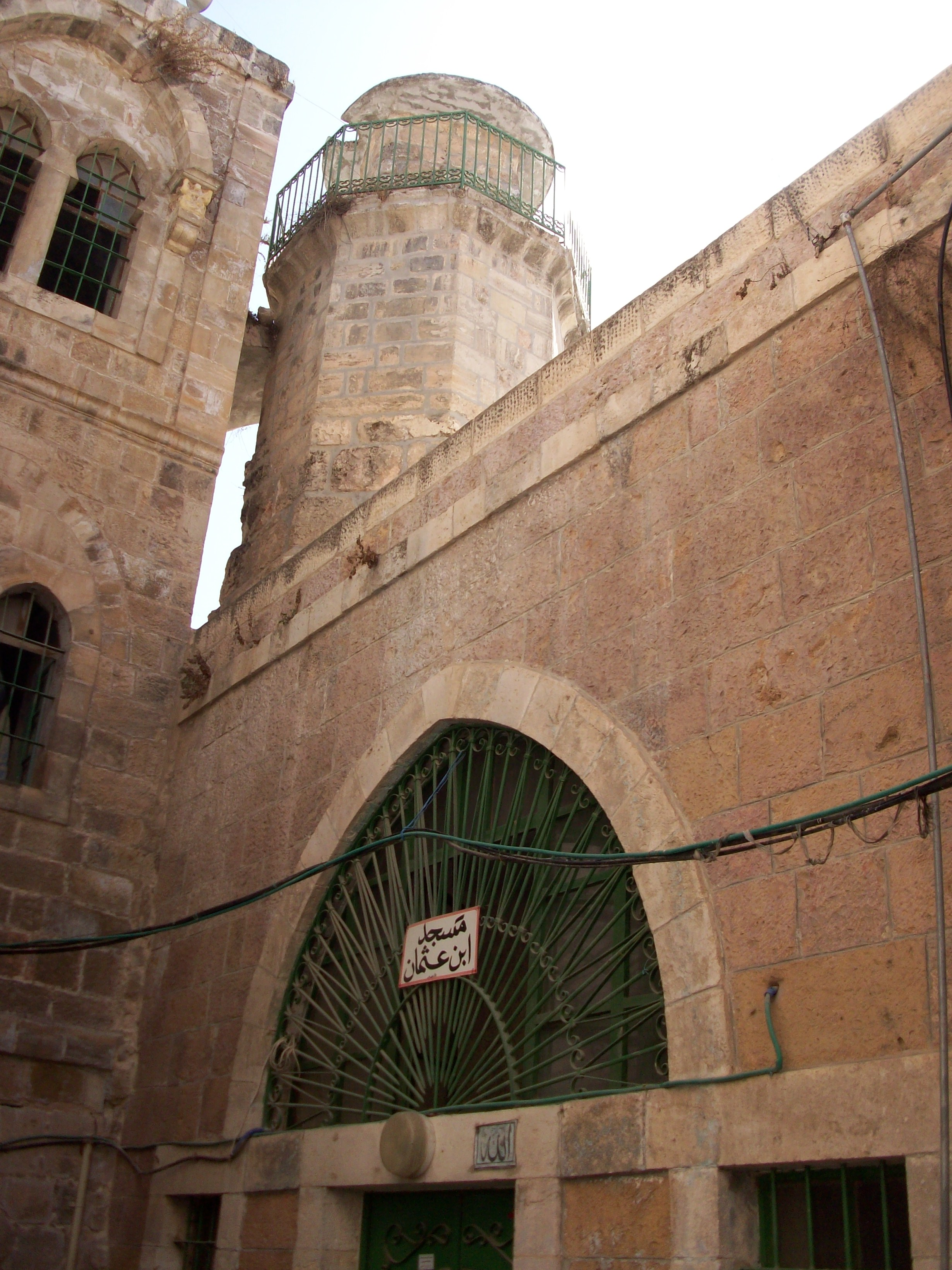
مسجد إبن عثمان في البلدة القديمة في الخليل

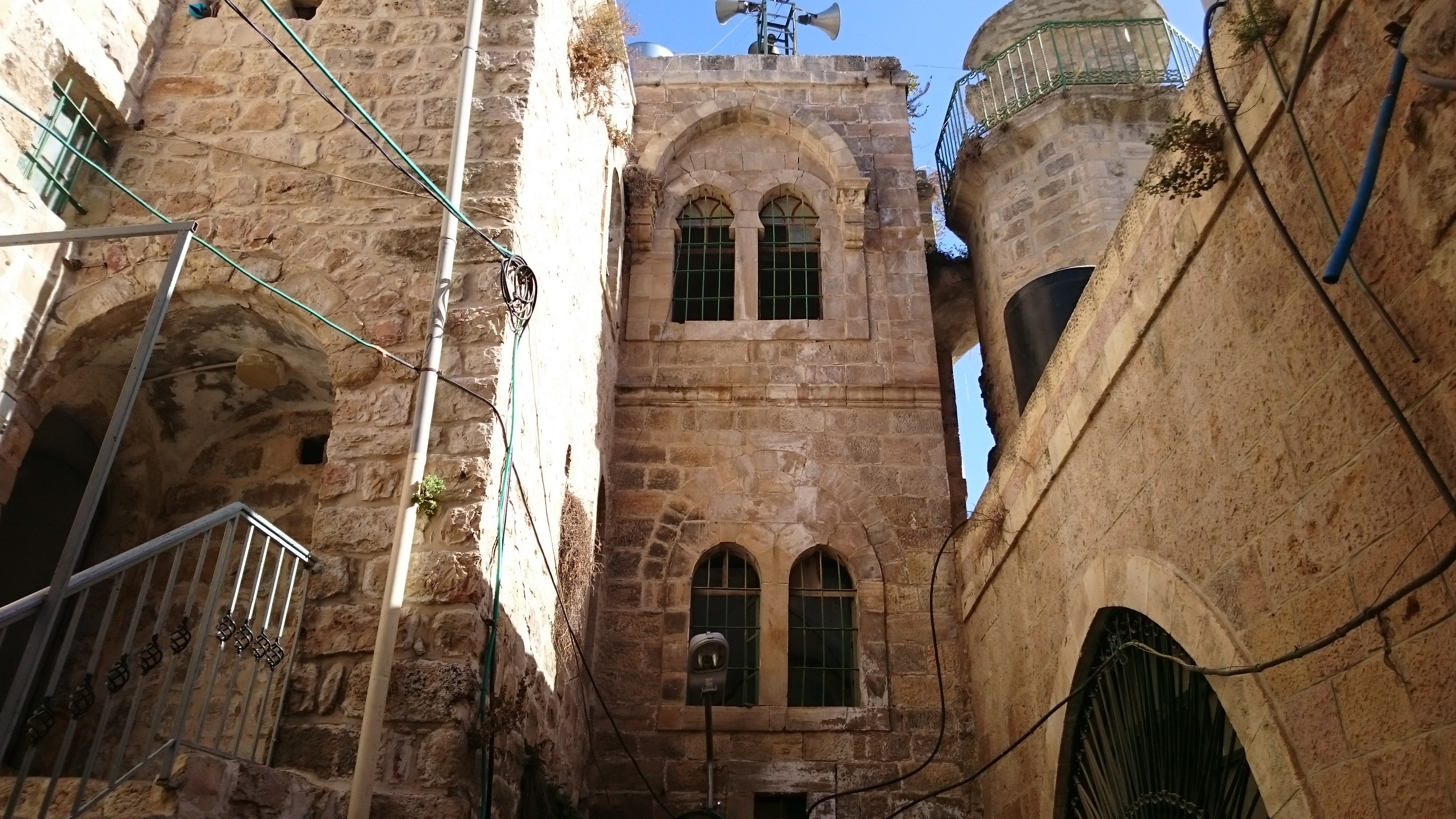

مسجد ابن عثمان مسجد قديم يقع وسط مدينة الخليل الفلسطينية، بالقرب من سوق السكافية والمربعة بالبلدة القديمة في أول حارة العقابة وفي الطريق المؤدي إلى المسجد الإبراهيمي، وهو أقدم مساجد المدينة بعد المسجد الإبراهيمي وتلحق به مطهرة (ميضأة) المسجد.